# Polyrhachis scutulata
Polyrhachis scutulata é uma espécie de formiga do gênero Polyrhachis, pertencente à subfamília Formicinae.